# Chico Albuquerque
Chico Albuquerque (Fortaleza, 25 de abril de 1917- 26 de diciembre de 2000) fue un conocido fotógrafo brasileño. 

## Biografía
Su relación con la fotografía se remonta a la infancia, ya que era hijo de una pareja de fotógrafos. A los 15 años realizó su primer cortometraje.
En 1934, con tan sólo 17 años, ya se convirtió en profesional, especializándose en el campo del retrato. En 1945 se mudó a São Paulo y abrió su primer estudio fotográfico. Fue miembro del Foto Cine Club Bandeirante, donde participó activamente.
En 1942 fue invitado a realizar fotografías durante las escenas que Orson Welles rodó en Río de Janeiro en relación con un documental que estaba rodando sobre América Latina (It´s all true in Mucuripe). La película posteriormente fue abandonada e inacabada por Welles, debido al desacuerdo con lo que representaban las imágenes desde los Estados Unidos, que buscaba unas imágenes más neutras y típicas.
En 1948 fue el primer fotógrafo brasileño en producir una campaña publicitaria encargándose al mismo tiempo del producto y del trabajo con modelos, en este caso para la multinacional Johnson & Johnson. Hasta entonces este tipo de campañas no usaban grandes medios de imágenes ni diseños y Chico abrió así un mercado hasta entonces inexplorado en Brasil.
En 1958 Importó el primer equipo de flashes electrónicos de su país.

## Exposiciones (selección)
Chico Albuquerque formó parte de numerosas exposiciones nacionales e internacionales, entre otras:
- 2013. El São Paulo de Chico Albuquerque. Espacio Itaú del Cine Frei Caneca (São Paulo)
- 2013. El estudio fotográfico Chico Albuquerque. MIS (Museo de imagen y de sonido). (São Paulo)

## Premios
- 1950. Primer Premio. Foto Cine Brasileño – RJ.
- 1951. Medalla de bronce en el X Salón Fotográfico Internacional de São Paulo.
- 1952. Mejor conjunto extranjero. Concurso Alexandre Del Conte.. Argentina.
- 1952. Medalla de oro en el Salón Sergipano
- 1952. Medalla de oro en el Tercer Edmundo Macedo Soares representando en el exterior el Arte Fotográfico Brasileño.
- 1953. Medalla de oro al mejor retrato en el Salón Internacional de Frankfurt
- 1953. Medalla de plata en el Salón Internacional de Fotografía de San Sebastián (España)
- 1954.Medalla de oro en el Primer Salón Internacional de Santos
- 1954 Primer Premio en el Salón Internacional de Santo André.
- 1958. Trofeo de la Escuela de Publicidad de São Paulo.
- 1983. Premio Colunista "Fotógrafo del año"
- 1998. Prêmio Nacional de Fotografia. Contribuión a la fotografía brasileña, Funarte (Río de Janeiro).